# Spirographis
Spirographis é um género de anelídeos da família Sabellidae, da classe das poliquetas, sedentários, que apresentam penacho branquial multicolor.

## Taxonomia
Com 20–50 cm de comprimento, os anelídeos que integram este género vivem ancorados em rochas ou outros substratos duros, construindo uma estrutura tubular constituída por partículas de vasa aglomeradas por um muco endurecido que segregam à medida que crescem. São organismos filtradores equipados com um penacho branquial duplo, constituído por "penas" simples e penas enroladas em espiral, que movimentam ritmicamente para agitar a água, permitindo-lhes simultanemamente respirar (são brânquias) e capturar partículas em suspensão com as quais se alimentam.
A informação constante da base de dados taxonómicos Catalogue of Life permite construir o seguinte cladograma:
| Spirographis | \| \| Spirographis braziliensis \| \| \| \| \| \| Spirographis januarii \| \| \| \| \| \| Spirographis nobilis \| \| \| \| \| \| Spirographis simplex \| \| \| \| \| \| Spirographis spallanzani \| \| \| \| |
|              | \| \| Spirographis braziliensis \| \| \| \| \| \| Spirographis januarii \| \| \| \| \| \| Spirographis nobilis \| \| \| \| \| \| Spirographis simplex \| \| \| \| \| \| Spirographis spallanzani \| \| \| \| |
|              | Spirographis braziliensis |
|              | |
|              | Spirographis januarii |
|              | |
|              | Spirographis nobilis |
|              | |
|              | Spirographis simplex |
|              | |
|              | Spirographis spallanzani |
|              | |